# Lee Chae-Un
Lee Chae-Un –en coreano, 이채은– (11 de abril de 2006) es un deportista surcoreano que compite en snowboard. Ganó una medalla de oro en el Campeonato Mundial de Snowboard de 2023, en la prueba de halfpipe.

## Medallero internacional
| Campeonato Mundial | Campeonato Mundial  | Campeonato Mundial | Campeonato Mundial |
| Año                | Lugar               | Medalla            | Prueba             |
| ------------------ | ------------------- | ------------------ | ------------------ |
| 2023               | Bakuriani (Georgia) | Medalla de oro     | Halfpipe           |